# Palmar Grande
Palmar Grande är en ort i Argentina.   Den ligger i provinsen Corrientes, i den nordöstra delen av landet, 700 km norr om huvudstaden Buenos Aires. Palmar Grande ligger 75 meter över havet och antalet invånare är 1 672.
Terrängen runt Palmar Grande är mycket platt. Runt Palmar Grande är det mycket glesbefolkat, med 6 invånare per kvadratkilometer.. Det finns inga andra samhällen i närheten.
Trakten runt Palmar Grande består i huvudsak av gräsmarker.